# Kormakitis
Kormakitis (in arabo cipriota: Kurmajit; in greco Κορμακίτης?, Kormakítis; in turco: Kormacit o Koruçam) è un piccolo villaggio di Cipro. È sotto il controllo de facto di Cipro del Nord, e appartiene al distretto di Girne, mentre de iure appartiene al distretto di Kyrenia della Repubblica di Cipro. Kormakitis è uno dei quattro villaggi tradizionalmente maroniti di Cipro, gli altri tre essendo Asomatos, Agia Marina e Karpaseia. I maroniti di Kormakitis parlano tradizionalmente una loro varietà di arabo chiamata arabo cipriota, oltre al greco e recentemente al turco. Il vicino Capo Kormakitis (l'estremità nordoccidentale dell'isola) prende il nome dal villaggio.

## Geografia fisica
Il villaggio si trova lungo la costa settentrionale dell'isola, ai piedi della catena montuosa di Kyrenia, e vicino a capo Kormakitis, l'estremità nordoccidentale di Cipro. Kormakitis si trova a otto chilometri a sudest del villaggio di Livera.

## Origini del nome

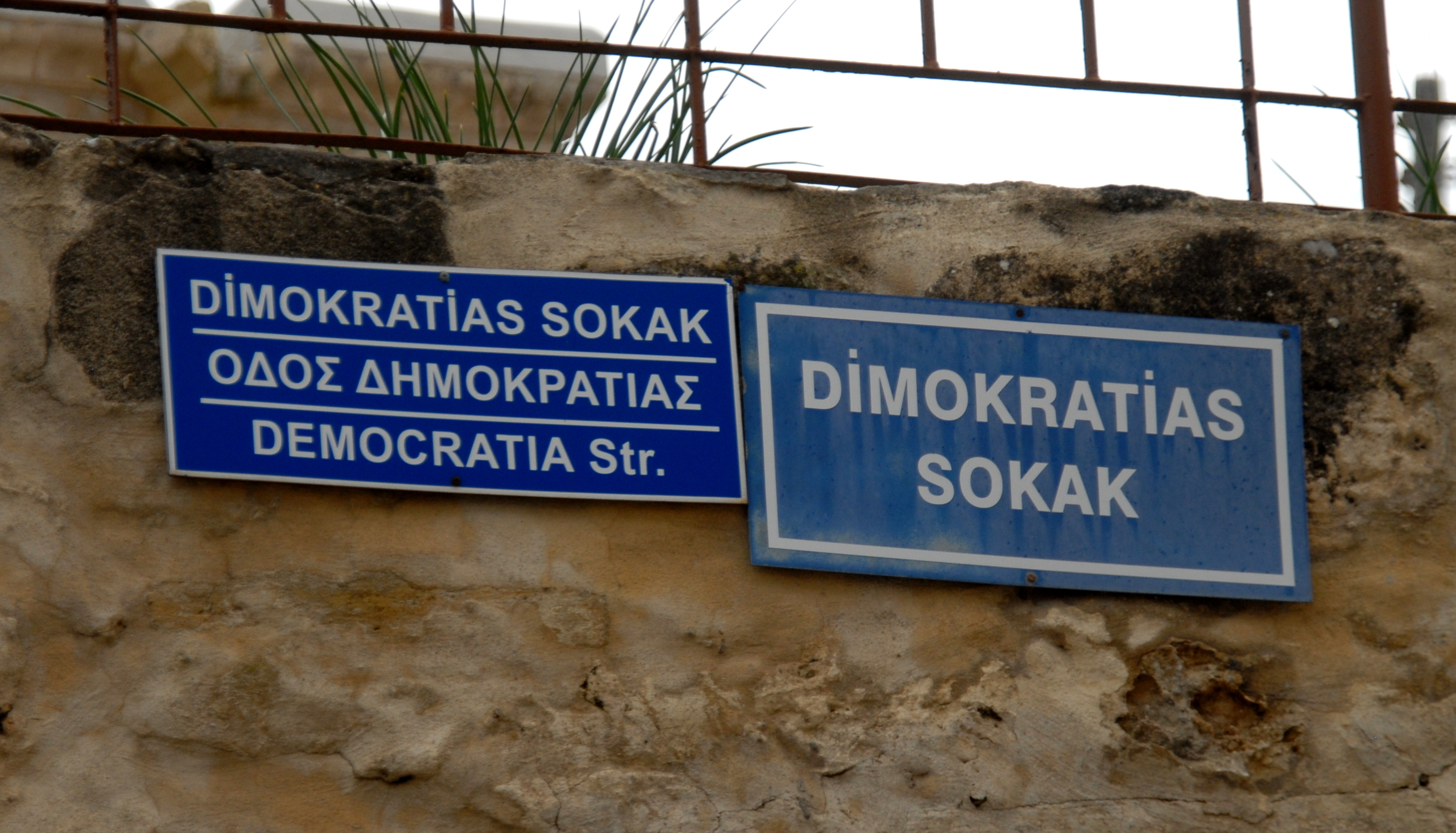
Segnali stradali a Kormakitis

Per spiegare il nome del villaggio sono state fatte diverse ipotesi: il caso più comune di etimologia popolare è legato ai maroniti arrivati da Kour, vicino Batroun, in Libano. Presi dalla nostalgia, essi erano soliti ripetere la frase "Nahni jina wa Kour ma jit" "Siamo venuti qui (a Cipro) ma Koura non è (venuta)". Un altro caso di etimologia popolare è legato all'insediamento fenicio di Kormia. Il villaggio attuale avrebbe preso il suo nome dall'espressione Kormia jdide, o "Nuova Kormia". Queste ipotesi sembrano coerenti con la pronuncia del nome del villaggio in greco cipriota (Κορματζίτης /Korma'dʒitis/) e in turco cipriota (Kormacit /Korma'dʒit/). Il nome greco standard Kormakitis ("foresta di pini" in turco )è un tentativo di adattare il nome alla pronuncia greca standard, mentre il nuovo nome turco Koruçam è stato inventato dopo il 1974 per ragioni politiche. Comunque, entrambi i nomi sono in uso.

## Storia

### Medioevo
Originaria del Libano e della Siria, l'odierna comunità maronita di Cipro è stata plasmata da quattro ondate successive di emigrazione che iniziarono nell'VIII secolo. Con le conquiste islamiche che si irradiavano dalla penisola araba, molti maroniti abbandonarono la Siria e il Libano e si stabilirono a Cipro. Nel 938, la distruzione del monastero di San Marone in Libano creò una seconda ondata di rifugiati. Passarono altri tre secoli e il re crociato Guido di Lusignano acquistò Cipro da Riccardo Cuor di Leone, importando guerrieri maroniti sull'isola per proteggere le sue coste. L'ultima ondata di emigrazione arrivò cento anni dopo, quando San Giovanni d'Acri, ultimo avamposto dei crociati, crollò portando all'ultima migrazione dei maroniti a Cipro. Kormakitis fu originariamente costruita vicino a Capo Kormakitis, ma a causa delle incursioni arabe il villaggio fu spostato nella sua posizione attuale. La nuova posizione del villaggio fu scelta perché forniva una migliore protezione contro le incursioni, la zona era ricca d'acqua e aveva una vegetazione lussureggiante, essendo quindi adatta per l'agricoltura e l'allevamento del bestiame. Durante il periodo 1191-1489, il villaggio di Kormakitis fu uno dei feudi più ricchi dell'isola e apparteneva ai feudatari francesi Denores. I maroniti, secondo i registri dell'epoca, erano 60.000 e vivevano in 60 villaggi, essendo così la seconda comunità più numerosa dell'isola dopo i greci ciprioti.  Nel 1570, Kormakitis aveva 850 abitanti.

### Amministrazione ottomana e britannica
Durante il dominio ottomano su Cipro, il numero di residenti diminuì; nel 1841 c'erano solo 200 abitanti. Gli abitanti dei villaggi rimasti furono molto tassati e molestati sia dai turchi ottomani che dai greco-ciprioti. Il numero di maroniti diminuì in tutta Cipro contemporaneamente: mentre nel 1572 c'erano tra i 7000 e gli 8000 maroniti, che vivevano in 23 villaggi, nel 1596 ne erano rimasti 4.000, che vivevano in 19 villaggi. Sotto l'amministrazione britannica a Cipro, la comunità maronita fu favorita dal governo britannico, la cui politica era di sostenere le minoranze. Ciò portò a migliori condizioni di vita per la popolazione di Kormakitis. Nel 1910 l'economia del villaggio si basava sull'allevamento e sull'agricoltura, che produceva fra l'altro grano, olive, fagioli, cotone, e bozzoli.

### Epoca contemporanea
Dopo che Cipro ottenne l'indipendenza nel 1960, all'interno del villaggio furono realizzati diversi progetti. Nel 1962 fu costruita la scuola, che era in grado di accogliere 210 studenti e impiegare sette insegnanti. Nel 1965 il villaggio fu collegato alla rete elettrica e le case furono collegate per la prima volta alla rete idrica.
Dopo anni di violenza fra le due comunità, il 15 luglio 1974 ci fu un tentativo di colpo di Stato guidato dalla giunta militare greca per unire l'isola alla Grecia. Il colpo di Stato spodestò il presidente Makarios III e lo sostituì con il nazionalista pro-enosis Nikos Sampson. In risposta al colpo di Stato il 20 luglio 1974 l'esercito turco invase l'isola. Nonostante il ripristino dell'ordine costituzionale e il ritorno dell'arcivescovo Makarios III a Cipro nel dicembre 1974, le truppe turche rimasero nell'isola occupandone la porzione nord-orientale. Ciò portò alla divisione della popolazione nelle due comunità greco-cipriota e turco-cipriota. Molti dei residenti di Kormakitis scelsero di emigrare nella Repubblica di Cipro, in quanto essa era riconosciuta a livello internazionale. 
Prima dell'invasione turca, Kormakitis aveva circa 1.000 abitanti. Il numero di maroniti è poi diminuito. Si stima che nella TRNC siano rimasti tra i 100 e i 165 maroniti. Il declino della popolazione è stato attribuito alla mancanza di lavoro e di istruzione secondaria, che ha portato alla migrazione, diretta principalmente verso Nicosia e Limassol. Durante l'anno scolastico 1999-2000, la scuola elementare di Kormakitis è stata costretta a chiudere, a causa della mancanza di alunni, a riprova del calo della popolazione giovane di Kormakitis.
Nel 2006, i funzionari della TRNC hanno annunciato che ai maroniti del villaggio di Kormakitis è stata data la possibilità di tornare. Questo è stato reso possibile grazie al fatto che le case e le proprietà in questione a Kormakitis non sono state sequestrate dai coloni turchi e dai turco-ciprioti durante il periodo successivo all'invasione turca di Cipro. Tuttavia, i maroniti devono soddisfare alcuni criteri: in primo luogo, devono essere i legittimi proprietari di una casa o di una proprietà nel villaggio per essere autorizzati a reinsediarsi. In secondo luogo, devono anche ritrasferirsi nel villaggio e risiedervi. I maroniti non sono autorizzati a rivendicare la loro proprietà e poi fare i pendolari da e per Kormakitis verso le zone controllate dalla Repubblica di Cipro. Circa 40 persone, soprattutto coppie anziane, nel frattempo, si sono reinsediate permanentemente nel villaggio. Tutti i superstiti abitanti dei villaggi maroniti sono anziani. Il governo della Repubblica di Cipro dà a coloro che sono rimasti al nord pensioni di 670 dollari al mese per coppia e circa 430 dollari per un individuo. Esso paga anche gli istruttori per insegnare la CMA e finanzia le visite estive di una settimana dei giovani maroniti per metterli in contatto con le loro radici comunitarie.  I maroniti ricevono anche aiuto dalle Nazioni Unite: ogni due settimane le truppe dell'ONU fanno il viaggio da Nicosia per consegnare cibo, acqua, carburante e forniture mediche attraverso il confine alla popolazione maronita del nord. Il convoglio di aiuti dell'ONU è scortato da soldati del 12mo Reggimento della Royal Artillery. Gli aiuti sono finanziati dal governo della Repubblica di Cipro, ma sono consegnati dall'ONU. Durante i fine settimana la popolazione di Kormakitis aumenta sino a raggiungere più di 600 persone, poiché gli ex residenti sfollati tornano a visitare i parenti e a celebrare la messa. L'accesso è stato facilitato dal 2003, quando le autorità turco-cipriote hanno allentato le regole sulle visite a Cipro del Nord. Molti maroniti che sono stati espulsi da Kormakitis hanno ristrutturato e migliorato il villaggio e le case per trascorrervi il fine settimana.

## Monumenti e luoghi d'Interesse

### Architetture religiose

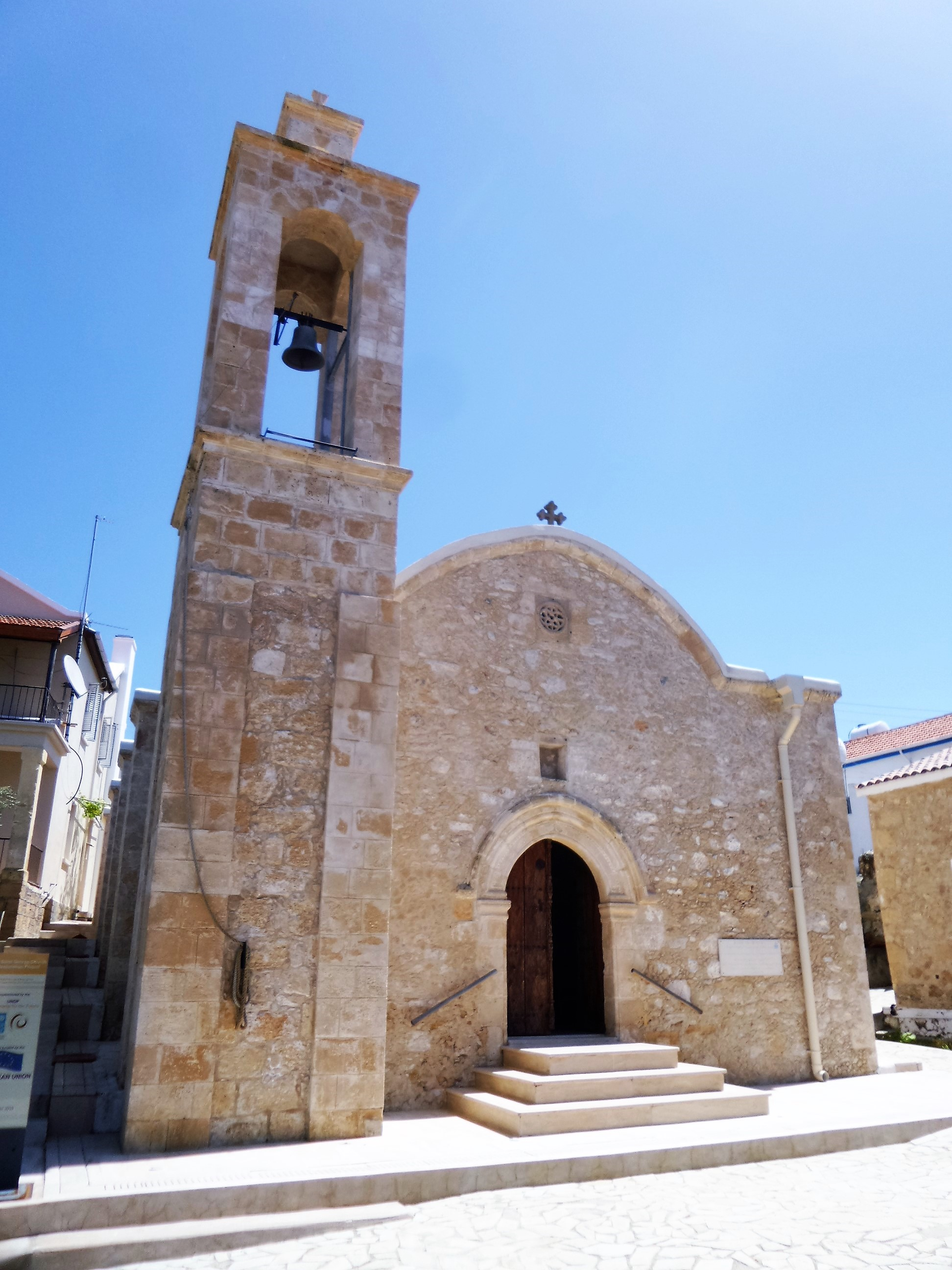
La Chiesa di San Giorgio

Diverse chiese e cappelle sono state costruite a Kormakitis e nei campi circostanti. Queste chiese e cappelle appartengono alla Chiesa Maronita, una denominazione della Chiesa cattolica.
- La Chiesa di San Giorgio, situata a Kormakitis, fu costruita nel 1930.  La costruzione dell'edificio, dedicato al santo patrono del villaggio, iniziò nel 1900. I disegni e i progetti della chiesa furono preparati dall'architetto Fenec e dall'ingegnere civile Cafiero, entrambi maltesi. Gli abitanti del villaggio offrirono donazioni per la costruzione della chiesa. Prima del 1974 la chiesa si costituì come chiesa ufficiale della Chiesa Maronita di Cipro. Oggi San Giorgio è usata dagli abitanti rimasti. All'interno della cattedrale si trovano icone e oggetti religiosi risalenti al XII secolo.[19]
- La Cappella di San Giorgio dei semi è una cappella situata vicino al Mar Mediterraneo, a nord di Kormakitis. Fu costruita nel 1852. Ogni anno, il 3 novembre, dalla comunità maronita viene celebrata una messa dedicata a San Giorgio. Questo viene fatto in coincidenza con l'inizio della stagione agricola, e così i contadini pregano San Giorgio per un buon raccolto. Secondo la tradizione, dopo la messa,  per celebrare il santo i maroniti pranzano in riva al mare.[19]
- La Cappella della Santa Vergine è una piccola cappella situata a ovest del villaggio. Si pensa che la cappella sia stata costruita nel 1453. Recentemente ristrutturata, viene visitata di frequente.[19]
- La Cappella di San Giorgio delle Monache è una cappella situata accanto al monastero delle suore francescane, nel centro del villaggio. Fu costruita nel 1534 e fu la prima cappella ad essere costruita all'interno del villaggio. Il monastero delle suore francescane è stato costruito nel 1936, accanto alla piazza del villaggio.[19]